# J~Sin Trioxin
J~Sin Trioxin, pseudonimo di Jason Heveram (New Jersey, 11 giugno 1979 – New York, 14 dicembre 2018), è stato un chitarrista, cantante e cantautore statunitense della scena Horror Punk Americana.
Leader della band Mister Monster, è morto all'età di 39 anni il 14 dicembre 2018.

## Carriera
La carriera di J~Sin Trioxin è strettamente legata a quella della sua band.
Nel 1998 la sua band fu subito riconosciuta come una delle più "insanguinate e mostruose" di oggi nella scena underground del punk rock. Questa band si chiama Mister Monster e deve appunto la sua nascita al suo fondatore, cantante e chitarrista J~Sin Trioxin. 
Gli altri componenti della band in quel periodo furono il bassista Mars Rio e il batterista Jimmy Skins. 
La band ebbe subito fortuna. Si formarono, J~Sin scrisse i pezzi, registrò demo ed album, ed uscì subito in commercio, e suonarono il loro primo show in sole sei settimane
Nell'Halloween del 1998 il pubblico rimase entusiasta della performance, e le copie del loro primo album Songs From The Crypt furono vendute tutte in meno di 4 giorni. 
Successivamente furono fatti dei mini tour nel New Jersey e a New York. 
Ne seguirono dei piccoli tour nel New Jersey, poi vari cambi di line-up che hanno impiegato il resto dell'anno e hanno fatto fermare il gruppo.
Nel frattempo, J~Sin, nel 1999, registra un demo di cinque canzoni ed altre e realizza altri quattro pezzi per varie compilation. Nel 2001, dove J~Sin decide di finanziare in modo indipendente il suo prossimo album come Mister Monster, Over Your Dead Body, il loro album di debutto definitivo.
Questo album è stato ripubblicato con delle bonus track ed anche un video musicale This Night I Call Bad Luck. Questo video è stato incluso come bonus nel dvd del film horror Creepy Tales: Girls Night Out dove la canzone appare nella colonna sonora insieme ad i Misfits.
La band è anche apparsa nella recente compilation This Is Horrorpunk insieme ad altre band della scena horror punk.
Inoltre Mister Monster farà parte anche del videogioco della Activision "Vampire The Masquerade: Bloodlines".
Grazie ai numerosi tour ed album autoprodotti, Mister Monster/J~Sin Trioxin è diventato un personaggio di culto negli Stati Uniti ed è conosciuto anche nel resto del mondo. Ha anche un fansclub, the Skeleton Crew, che lo supporta e lo promuove dentro e fuori dagli Stati Uniti.
L'attuale formazione della band vede J~Sin Trioxin, Paulie Lifeless, e Fang Alphamyle.

## Discografia

### Con Mister Monster
- 1998 - Songs From the Crypt
- 2000 - Self-Titled EP
- 2001 - Over Your Dead Body
- 2002 - Exhuming Graves and Making Dates
- 2002 - Skeleton Crew Limited Edition EP
- 2003 - Over Your Dead Body: Version 2
- 2005 - Deep Dark/Torn Prince

### Con Michael Graves
- 2005 - Punk Rock Is Dead
- 2006 - Return To Earth